# أرتيم زاخاروف
أرتيم زاخاروف (بالأوكرانية: Захаров Артем Юрійович)‏ هو لاعب كرة قدم أوكراني في مركز الوسط، ولد في 19 يونيو 1996 في زاباروجيا في أوكرانيا. لعب مع ميتالوره زابورجيا.

## وصلات خارجية
- أرتيم زاخاروف على موقع اتحاد أوكرانيا (الإنجليزية)
- أرتيم زاخاروف على موقع قاعدة بيانات كرة القدم.إي يو (الإنجليزية)
- أرتيم زاخاروف على موقع Soccerway.com (الإنجليزية)